# Minya Csaba Gal
Pour les articles homonymes, voir Gal.
Pas d'image ? Cliquez ici

a Compétitions nationales et continentales officielles uniquement.

b Matchs officiels uniquement.
Dernière mise à jour le 22 janvier 2024.
Minya Csaba Gal, né à Cluj, le 7 mars 1985, est un joueur de rugby à XV Roumain. Il évolue au poste de centre. Il obtient 88 sélections avec la Roumanie.

## Carrière

### En sélection nationale
Il a disputé son premier match avec l'équipe de Roumanie le 26 novembre 2005 contre l'équipe d'Irlande.

## Palmarès

### En club
- Champion de Roumanie avec le RC Steaua Bucarest en 2005 et 2006.
- Champion de Roumanie avec le CSM Baia Mare en 2009, 2010 et 2011.

### En sélection nationale
- 88 sélections entre 2005 et 2015.
- 4 essais, 1 transformation (22 points).

- En Coupe du monde :

- 2007 : 3 matchs
- 2011 : 4 matchs
- 2015 : 4 matchs